# Superfrog
Superfrog é um jogo de plataforma 2D de deslocamento, originalmente desenvolvido e publicado para o Amiga em 1993 pelo Team17, criadores da série Worms. Outros lançamentos para o PC foram tratados pelo Ocean Software e Good Old Games (GOG.com).

## História
Um príncipe que vivia num reino encantado foi transformado num sapo por uma bruxa que, como se não chegasse, ainda lhe raptou a princesa. O príncipe, agora sapo, vai ter de transpor vários obstáculos até chegar à bruxa, para depois a derrotar e salvar a sua princesa. No final, o sapo beija a sua amada e, em vez de se transformar novamente em príncipe, a princesa é transformada em sapo também.

## Desenvolvimento
Superfrog foi desenvolvido em 1993 e lançado para o Amiga no mesmo ano pelo Team17, atuando simultaneamente como desenvolvedor e editor. O lançamento foi popular o suficiente para gerar uma versão Amiga CD32, que também pode ser tocada em alguns computadores Amiga equipados com uma unidade de CD. Devido à sua popularidade persistente, foi então convertido para o PC pela Bubball Systems em 1994, rodando como um programa do MS-DOS. A versão de Amiga foi relançada pela Islona Software em 1999, com arte de caixa ligeiramente diferente. Em 2012, o Superfrog foi, juntamente com outros jogos do Team17, lançado como um download digital legítimo de GoodOldGames.com,, esta versão sendo a primeira compatível com o Windows.

## Recepção e legado
Os jogos anteriores do Team17 tornaram-se relativamente obscuros após o lançamento da enorme série Worms, embora muitos jogadores se lembrem de Superfrog com carinho para sua jogabilidade sólida, rolagem suave, gráficos de qualidade de desenho animado e música animada do compositor Allister Brimble. Embora um lançamento relativamente pequeno pelos padrões de plataformas de blockbuster como Sonic, foi muito bem recebido e manteve uma base de fãs que o considera um exemplo tecnicamente perfeito do gênero. O personagem titular - o próprio sapo - faz aparições em outros jogos Team17, nomeadamente Worms Blast e Worms 3D.

## Superfrog HD
Ao longo dos anos, rumores circularam sobre potenciais revivais do jogo e, ocasionalmente, uma sequela do original. Martyn "Spadge" Brown, diretor criativo no Team17, foi citado depois dizendo que era "apenas um conceito".
Em 13 de fevereiro de 2013, o Team17 anunciou que estariam revivendo o Superfrog por seu 20º aniversário e lançando uma versão HD do jogo no PSN. Esta versão remasterizada foi desenvolvida conjuntamente por Team17 e TickTockGames, anteriormente Bubball Systems, a empresa inicialmente responsável pelo port DOS de Superfrog em 1994.
Superfrog HD foi lançado em 2013 para o PlayStation 3 e PlayStation Vita, depois fazendo uma transição para o Windows via Steam, OS X, Linux, Android e iOS.
Em termos de trama e conceito, Superfrog HD segue o original de perto; O próprio jogo contém diferentes projetos de nível e arte, mas é possível desbloquear as revisões de HD dos projetos de nível original através do jogo da slot machine.